# 1302-es mellékút (Magyarország)
Az 1302-es mellékút egy valamivel több, mint 4 kilométer hosszú, négy számjegyű mellékút Győr-Moson-Sopron vármegyében; Vámosszabadit kapcsolja össze a megyeszékhely, Győr egy viszonylag különálló városrészével.

## Nyomvonala
Győr Bácsa városrészének központjában ágazik ki az 1301-es útból, annak a 4+150-es kilométerszelvénye táján, északnyugat felé. Vámosi utca néven húzódik a belterület széléig, amit nagyjából 800 méter megtételét követően ér el, majd – körülbelül 1,2 kilométer után – egy körforgalmú csomópontban keresztezi a vármegyeszékhely északi elkerülését szolgáló 813-as főutat. Kevéssel a második kilométere előtt átszeli Vámosszabadi határát, mintegy 2,5 kilométer után pedig Alsóvámos déli szélét. Szabadi utca néven húzódik végig a településrészen, majd annak északi szélén átszeli a Révfalui-csatornát. Utolsó szakaszán már Győrszabadi településrész házai közt húzódik, ott is ér véget, beletorkollva az 1303-as útba, annak a 300-as méterszelvénye közelében.
Teljes hossza, az országos közutak térképes nyilvántartását szolgáló kira.kozut.hu adatbázisa szerint 4,124 kilométer.

## Települések az út mentén
- Győr-Bácsa
- Vámosszabadi-Alsóvámos
- Vámosszabadi-Győrszabadi